# Limhamn Hockey
Limhamn Hockey (även Limhamn HK) är en ishockeyklubb från Limhamn, strax utanför Malmö i Skåne. Klubben bildades i Klagshamns Folkets hus 9 december 1962 under namnet IK Skäret. Under årens lopp har klubben slagits ihop med flera olika lag i regionen. 1969 gick man samman med Söders IF och hette under en säsong IK Skäret/Söder. 1997 gick man samman med ishockeysektionerna från Limhamns IF och Sundets IF samt med Fritiden IK och bildade Limhamns IK Skäret. 2004 tog man namnet Limhamn Limeburners HC som man behöll till 2013 då Limeburners ströks. Numer heter man Limhamn HK eller i dagligt tal Limhamn Hockey.
Herrarnas A-lag spelade tre säsonger i Division 1: 1999/2000, 2000/2001 och 2001/2002. Sedan dess har man huvudsakligen hållit till i Hockeytrean.
Säsongerna 2000/2001 till 2003/2004 hade föreningen (då Limhamn Limeburners) ett framgångsrikt damlag. Säsongen 2003/2004 nådde man SM-final mot AIK som man dock förlorade.